# Kaukon (syn Likaona)
Kaukon – jeden z pięćdziesięciu synów Likaona, zabity przez Zeusa za podanie mu do zjedzenia ciała dziecka podczas posiłku. Syn króla Arkadii z rodu Pelazgów sam dał początek szczepowi Kaukonów, zamieszkujących zachodnią część Peloponezu.